# Стадион Хуан Демостенес Аросемена
Стадион Хуан Демостенес Аросемена (шп. Estadio Juan Demóstenes Arosemena) је вишенаменски (фудбал и бејзбол) стадион у граду Панама ситију, Панама. Стадион је отворен 1938. године и има максимални капацитет од 25.000 гледалаца. Био је затворен и напуштен до децембра 2016. године када су почели радови на преуређењу.

## Историја
Године 1936. у влади Панаме је привремено створена Олимпијска секција при Секретаријату за хигијену, добротворност и развој, која је била задужена за све у вези са изградњом и другим радовима који су били неопходни за прославу Четвртих спортских игара Централне Америке и Кариба. Те године ова секција је добила главног инжењера, шефа атлетике, шефа секције и рачуновођу. Кадрови ове секције су се одмах поставили.
Године 1939. проглашен је извршни декрет којим је регулисано коришћење Олимпијског стадиона. Овом Уредбом је назначено да је стадион у зависности од Опште инспекције физичког васпитања, према Уредби, коришћење стадиона је било следеће:
- - Национална лига „бејзбол“ (бејзбол) (касније Национална бејзбол федерација) имала би стадион сваког јутра сваког дана за своја такмичења.
  - Фудбалска федерација (фудбалска федерација) имала би током поподнева сваког дана да развија своја такмичења.
  - Навијачи, лига и пред-тениски савез слободно би располагали игралиштем Олимпијског стадиона
  - Атлетика, лига и савез ће своја такмичења у атлетици одржати на Олимпијском стадиону. Лидери бејзбола и фудбала ће оставити стадион слободан спортистима када њихова такмичења одобри генерални инспектор за физичко васпитање.

Године 1991. по закону, спортски објекти и објекти и земљиште на коме су изграђени пренети су бесплатно у власништво Националног института за спорт (ИНДЕ), који је припадао држави и био под управом ИНДЕ, укључујући стадион Хуан Демостенес Аросемена.

## Име стадиона
Законом бр. 16 из 1956. одаје се почаст бившем председнику Републике, а тадашњи Национални олимпијски стадион од тада носи назив Олимпијски стадион Хуан Демостенес Аросемена.